# Rennsport
Rennsport es un videojuego de simulación de carreras desarrollado conjuntamente por Competition Company y Teyon y publicado por Competition Company para Windows y por Nacon para PlayStation 5 y Xbox Series X/S. El 6 de junio de 2023, el editor del juego, Competition Company, anunció que el desarrollo había pasado a una etapa de beta cerrada y se puede acceder a través de Epic Games Store solo se puede acceder a través de invitación a la lista de espera. Aún no se ha confirmado la fecha de lanzamiento completa.

## Jugabilidad
Rennsport es una simulación, combinada con gráficos personalizados de Unreal Engine 5.